# Сухомлинов Владислав Валерійович
Владислав Валерійович Сухомлинов (нар. 2 січня 1978) — український футболіст та суддя, виступав на позиції захисника та півзахисника.

## Кар'єра гравця
Футбольну кар'єру розпочав у 1994 році в складі аматорського клубу «Динамо-3» (Київ). У 1998 році разом з третьою командою «динамівців» дебютував у Другій лізі. У сезоні 1998/99 років захищав кольори іншого друголігового клубу, бориспільського «Борисфена». У 1999 році приєднався до одеського «Чорноморця», в футболці якого 21 травня 2000 року дебютував у Вищій лізі в поєдинку проти київського «Динамо» (2:2). У складі першої команди зіграв 2 поєдинки чемпіонату України, решту ж часу виступав за першоліговий фарм-клуб одеситів (28 матчів, 6 голів). У сезоні 2000/01 років виступав у першоліговому «Борисфені» та вищоліговому «Кривбасі». У липні 2001 року перейшов до «Панахаїкі» з грецької Суперліги, де відіграв півроку (2 зіграні поєдинки). У 2002 році повернувся в Україну, де став гравцем першолігової «Оболоні», проте основним гравцем не став (3 зіграні матчі), а більшість часу виступав у складі «Оболоні-2» (12 матчів, 1 гол). Сезон 2002/03 років провів у складі харківського «Металіста». З 2004 по 2005 рік виступав у клубах «Інтер» (Боярка) та «Борисфен». У 2005 році виїхав за кордон, у казахстанський клуб «Іртиш» (Павлодар). У Прем'єр-лізі зіграв 8 матчів та відзначився 1 голом. З 2005 по 2008 рік виступав у першолігових «Борисфені» та ЦСКА (Київ).
З 2008 року розпочав суддівську кар'єру, працював на футбольних матчах під егідою Федерації футболу міста Київ (в основному, як боковий суддя). З 2009 по 2010 роки паралельно з суддівською кар'єрою виступав за аматорські клуби «Ірпінь» (Гореничі) та «Зірка» (Київ).

## Особисте життя
Владислав Сухомлинов належить до футбольної родини. Його брат, Олег, також був футболістом. Племінник Владислава, Рудольф Сухомлинов, також професіональний футболіст, на даний час — гравець луцької «Волині».